# Cantó de Choisy-le-Roi
El cantó de Choisy-le-Roi és un cantó francès del departament de Val-de-Marne, situat al districte de Créteil. Des del 2015 té 2 municipis.

## Municipis
- Choisy-le-Roi
- Villeneuve-Saint-Georges (en part)

## Història
| Data d'elecció                           | Identitat        | Partit | Qualitat |
| ---------------------------------------- | ---------------- | ------ | -------- |
| 1945-1949                                | Louis Gauthier   | PCF    |          |
| 1967-2004                                | Hélène Luc       | PCF    |          |
| 2004-2011                                | Daniel Davisse   | PCF    |          |
| 2011-                                    | Didier Guillaume | PCF    |          |
| les dades anteriors no són pas conegudes |                  |        |          |
|                                          |                  |        |          |

## Demografia
| A partir de 1990: Població sense dobles comptes |